# Презумпция невиновности
Презу́мпция невино́вности (лат. praesumptio innocentiae) — один из основополагающих принципов судебного процесса: лицо считается невиновным, пока его вина в совершённом преступлении не будет доказана в порядке, предусмотренном законом, и установлена вступившим в законную силу приговором суда. Важнейшая составная часть презумпции невиновности — бремя  доказывания обвинения на обвинителе.

## Положения презумпции
В большинстве стран в состав презумпции невиновности включают примерно следующие положения:
- Любого человека (пусть даже открыто и официально обвинённого в каком-либо преступлении следственными или иными органами государства, даже арестованного в связи с этими обвинениями) следует считать абсолютно невиновным, пока его виновность в совершении преступления не будет доказана в законном порядке (по законам этой страны) и пока это утверждение не будет подтверждено (установлено) соответствующим судебным решением (приговором) суда, которое вступило в законную силу (по законам этой страны);
- Любой человек (подозреваемый, обвиняемый) имеет право (которое он может использовать или не использовать по своему желанию) давать показания; но он не обязан доказывать свою невиновность. Обвиняемый вправе давать любые показания. Обвиняемый вправе полностью отказаться от дачи показаний (пояснений), даже вправе отказаться от ответов на отдельные вопросы. Факт полного отсутствия у обвиняемого доказательств невиновности (либо даже демонстративного отказа предоставить такие доказательства) сам по себе не может считаться доказательством его вины. Отказ обвиняемого от показаний или отдельных пояснений, дача им противоречивых, ложных и даже заведомо ложных показаний не являются основанием для обвинительного приговора;
- Если выдвинуты обвинения в совершении уголовно наказуемого деяния (то есть лицу присвоен статус обвиняемого), то бремя доказывания этих обвинений, то есть обязанность по поиску, сбору и представлению в суд доказательств вины обвиняемого лежит на стороне обвинения;
- Если против некоего лица, в качестве доказательств его вины, у органов, осуществлявших предварительное расследование, имеются только его собственные признательные показания, от которых он в дальнейшем отказался в ходе судебного разбирательства, то данные показания не могут учитываться судом в качестве единственного доказательства его вины;
- Если сторона защиты (или сам обвиняемый) в ходе предварительного расследования или судебного следствия заявляют «доводы защиты», то есть указывают на существование объективных обстоятельств, свидетельствующих о невиновности обвиняемого, то бремя опровержения этих доводов также лежит на стороне обвинения, причём сторона обвинения не может быть освобождена от этого бремени (обязанности) судом или иным органом государства:
  - пример 1: если заявлен «довод защиты», что у обвиняемого есть «алиби», то ни суд, ни сторона обвинения не могут исходить из предположения о недействительности «алиби», пока сторона обвинения не предоставит надлежащих доказательств, которые опровергают указанное «алиби»;
  - пример 2: если обвиняемый в экономическом преступлении заявил «довод защиты» в виде хода́тайства о проведении какой-либо судебно-бухгалтерской (экономической) экспертизы, результаты которой, по его мнению, подтвердят его невиновность, то ни суд, ни сторона обвинения не могут исходить из предположения о его виновности, пока такая экспертиза не будет проведена.
- Все неустранимые сомнения в виновности обвиняемого (возникающие вследствие недостаточности доказательственной базы, противоречивости доказательств, способов собирания доказательств), которые до момента окончания судебного следствия не были устранены в законном порядке, суд обязан толковать в пользу обвиняемого (то есть в пользу признания его невиновным). Признание судом сомнений неустранимыми означает, что судом были предприняты все возможные допустимые меры для разрешения сомнений в ту или иную сторону. Следует иметь в виду, что в понятие неустранимые сомнения уголовно-процессуальное законодательство разных стран вкладывает несколько разный смысл, и незнание этих различий может привести обвиняемого в чужой стране к серьёзным ошибкам в своей защите;
- Обвинительный приговор не может быть основан на предположениях (пусть даже очень авторитетных лиц или инстанций), не может быть основан на догадках (допущениях) следствия и суда, не имеющих надлежащих доказательств, не может быть основан на свидетельских показаниях анонимных источников (установочные данные которых суду не известны), не может быть основан на голословных утверждениях (пусть даже в письменной форме) о, якобы, факте существования множества секретных доказательств, на ознакомление с которыми у суда нет допуска, не может быть основан на иных недопустимых доказательствах. В то же время возможна ситуация, когда недопустимые доказательства, хоть и исключены судом из рассмотрения, но по существу — не опровергнуты, что может породить неустранимые сомнения в виновности и повлечь оправдательный приговор (подобный казус может считаться частным случаем так называемой асимметрии доказательств). Следует иметь в виду, что в понятие недопустимые доказательства уголовно-процессуальное законодательство разных стран вкладывают несколько разный смысл, и незнание этих различий может привести обвиняемого в чужой стране к серьёзным ошибкам в своей защите);
- Обязанность государства обеспечить независимость судебных органов. Суд, рассматривающий обвинения против человека, не должен являться органом уголовного преследования, не должен выступать ни на стороне обвинения, ни на стороне защиты, не должен исполнять их функций (ни полностью, ни частично), а должен являться органом независимого, беспристрастного, объективного, всестороннего и законного рассмотрения вопроса обоснованности-необоснованности (доказанности-недоказанности) обвинений, предъявленных обвиняемому, причём суд, вынося решение, не вправе выходить за пределы обвинений, предъявленных и известных обвиняемому. Следует иметь в виду, что в тех странах, где на суды фактически возложены функции стороны обвинения (то есть где суд является органом уголовного преследования) говорить о соблюдении презумпции невиновности не приходится, вне зависимости от содержания различных деклараций).

## Презумпция невиновности в законодательстве Российской Федерации
- Конституция РФ, в частности в ст. 49, также содержит положения, свидетельствующие об однозначной приверженности презумпции невиновности[2];
- Уголовно-процессуальный кодекс содержит статью 14, которая является обязательной для соблюдения всеми правоохранительными, судебными и иными органами государства, на всей территории РФ[3];
- Кодекс об административных правонарушениях содержит статью ст. 1.5[4].

В СССР понятие презумпции невиновности в конституции отсутствовало, однако суды приняли данный принцип к исполнению как правовую норму с сформулировавшим его конструкцию постановлением пленума Верховного Суда СССР № 1 1978 года. Конституция РФ 1993 года закрепила его практически в той же формулировке.